# George Villiers, 1. vévoda z Buckinghamu
George Villiers, 1. vévoda z Buckinghamu (28. srpna 1592 – 23. srpna 1628), byl anglický politik a dvořan, oblíbenec krále Jakuba I. Během jeho vlády se rychle stal jedním z nejmocnějších mužů v Anglii, za vlády Karla I. již v podstatě sám řídil politiku země.

## Život
Narodil se 28. srpna 1592 v Brooksby, v hrabství Leicestershire. Pocházel ze starobylé venkovské šlechtické rodiny Villiersů, jejíž existence je doložena již na počátku 13. století. Jeho otec, sir George Villiers, působil v Leicestershire jako šerif.
Budoucí vévoda z Buckinghamu sice nebyl nějak zvlášť dobrý student, ale projevoval sportovní nadání, což se v dobové šlechtické společnosti velice oceňovalo. V letech 1610–1612 pobýval ve Francii, aby zde dokončil své vzdělání.
Na přelomu let 1614–1615 se stal oblíbencem anglického krále Jakuba I., o němž bylo známo, že se rád pohybuje ve společnosti krásných a mladých mužů. Stála za tím snaha dvorské kliky, jejíž příslušníci o králově slabosti věděli a chtěli ho vymanit z vlivu jeho stávajícího oblíbence – Roberta Carra, hraběte ze Somersetu a jeho spojenců. Král i jeho favorit k sobě měli až do Jakubovy smrti oboustranně velice vřelý vztah. Ze strany krále šlo, nejspíše hlavně zpočátku, o náklonnost sexuální, ze strany Villierse téměř jistě nikoli.

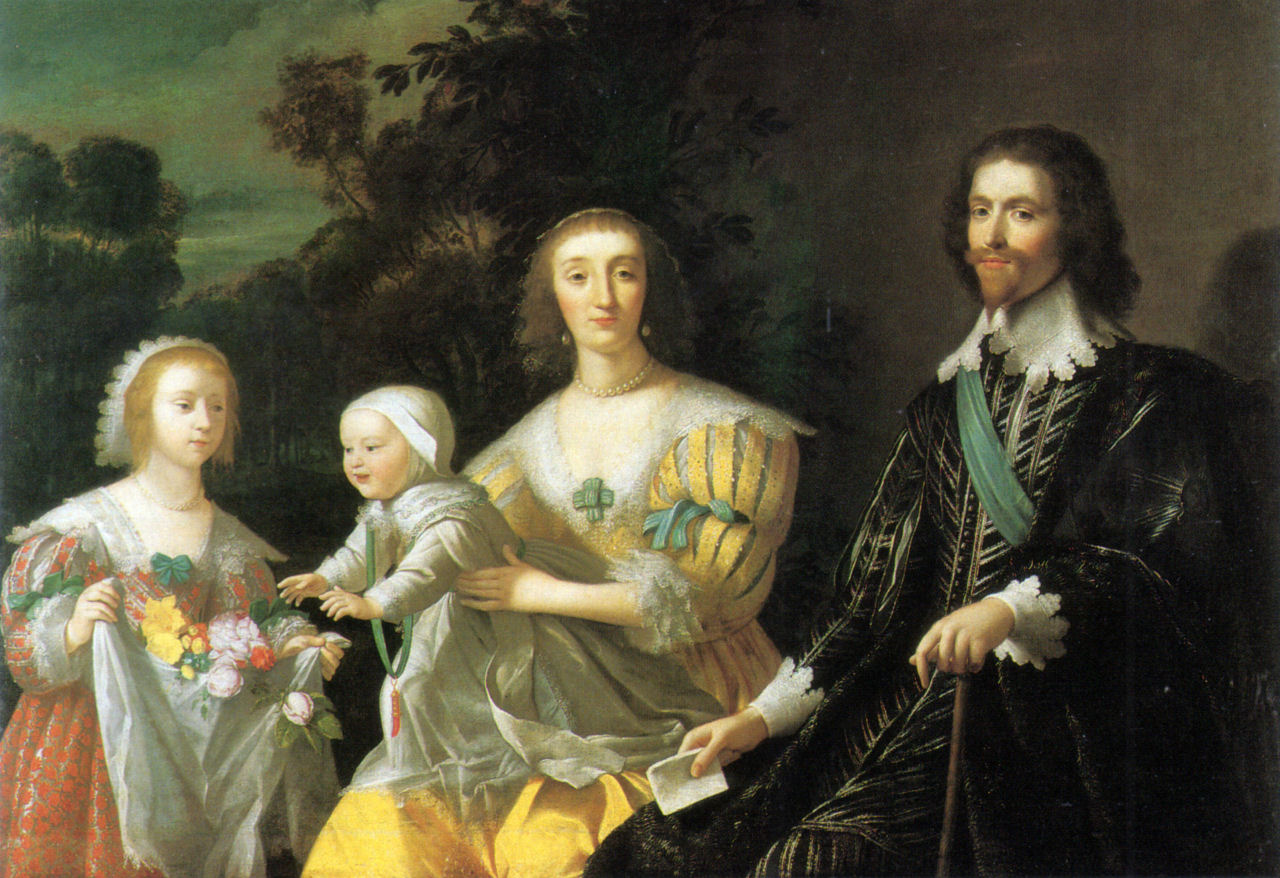
Gerard van Honthorst: Portrét vévody Buckinghama s manželkou a jejich dětmi (1628)

Zhruba roku 1619 se Villiers stal de facto prvním ministrem země, o rok později se oženil s Kateřinou Mannersovou, dcerou hraběte z Rutlandu. V roce 1623 obdržel titul vévody z Buckinghamu. Získal si i přízeň Jakubova syna, budoucího krále Karla I., kterého doprovázel na jeho cestě do Španělska, kde se Karel neúspěšně ucházel o ruku španělské princezny. Svou pozici si tak udržel i po jeho nástupu na trůn.
George Villiers byl zavražděn 23. srpna 1628 v Portsmouthu. Jeho vrahem byl John Felton, důstojník, který vévodovi přičítal svůj pomalý kariérní postup a chtěl se mu za to pomstít.

## Politické působení
Buckinghamův politický vliv se odvíjel od možnosti častého styku s králem. Důležitosti jeho postavení odpovídala už významná dvorská funkce nejvyššího štolby (Master of the Horse), kterou získal roku 1616. V tom samém roce se stal členem prestižního Podvazkového řádu. V roce 1616 obdržel George Villiers také titul vikomta, a tím pádem mohl zasednout ve sněmovně lordů. Politickým učitelem Villierse se stal na rozdíl od něj velice zkušený a vzdělaný Francis Bacon. Počátkem roku 1617 byl již Villiers hrabětem z Buckinghamu a v únoru toho samého roku začal být zván do tajné královské rady, v podstatě nejdůležitějšího politického orgánu království. Roku 1619 se stal lordem velkoadmirálem (Lord High Admiral), jakýmsi anglickým ministrem námořnictva.

### Vztah k parlamentu

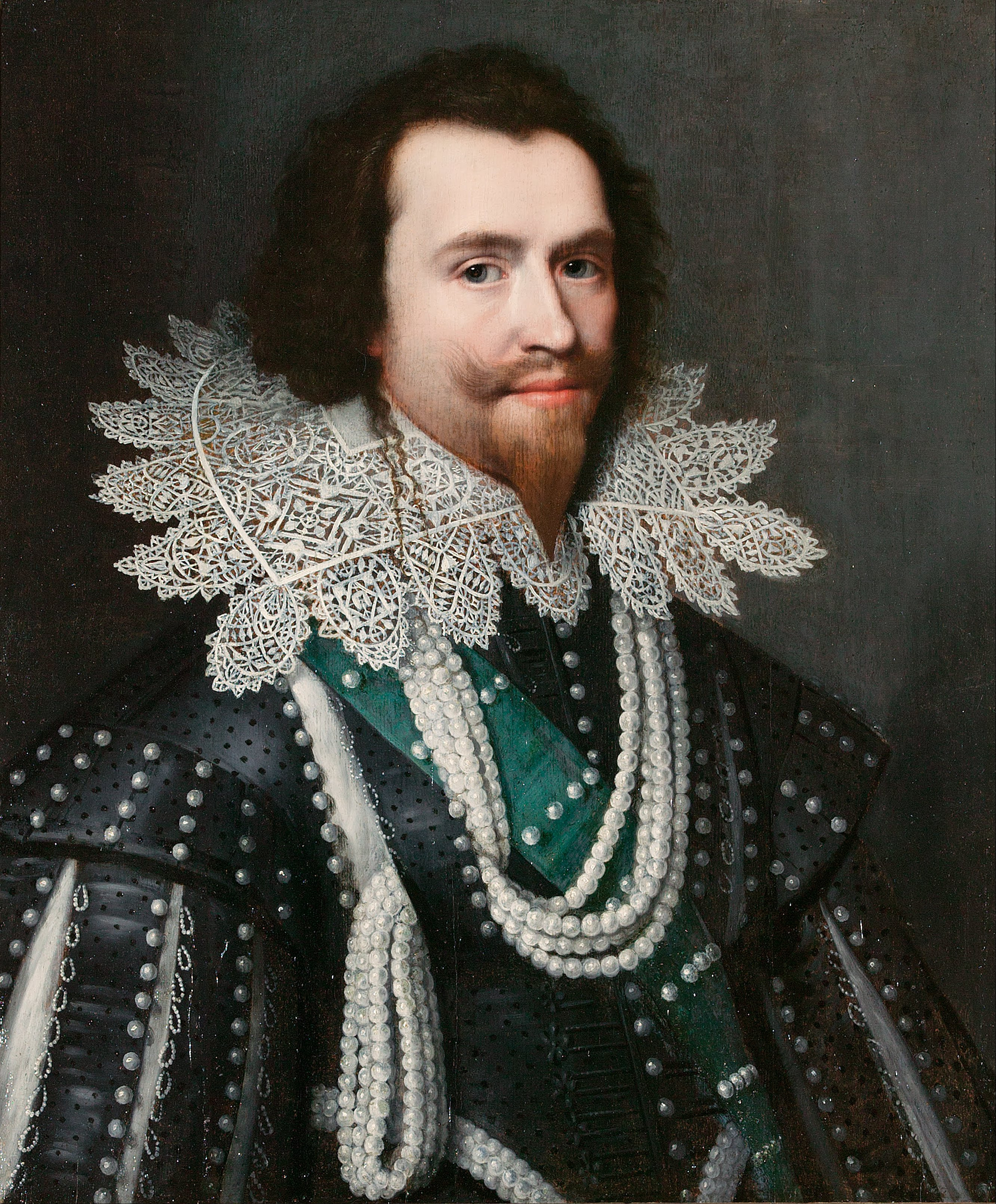
Portrét vévody z Buckinghamu od Michiela Jansz. van Mierevelta, 1625

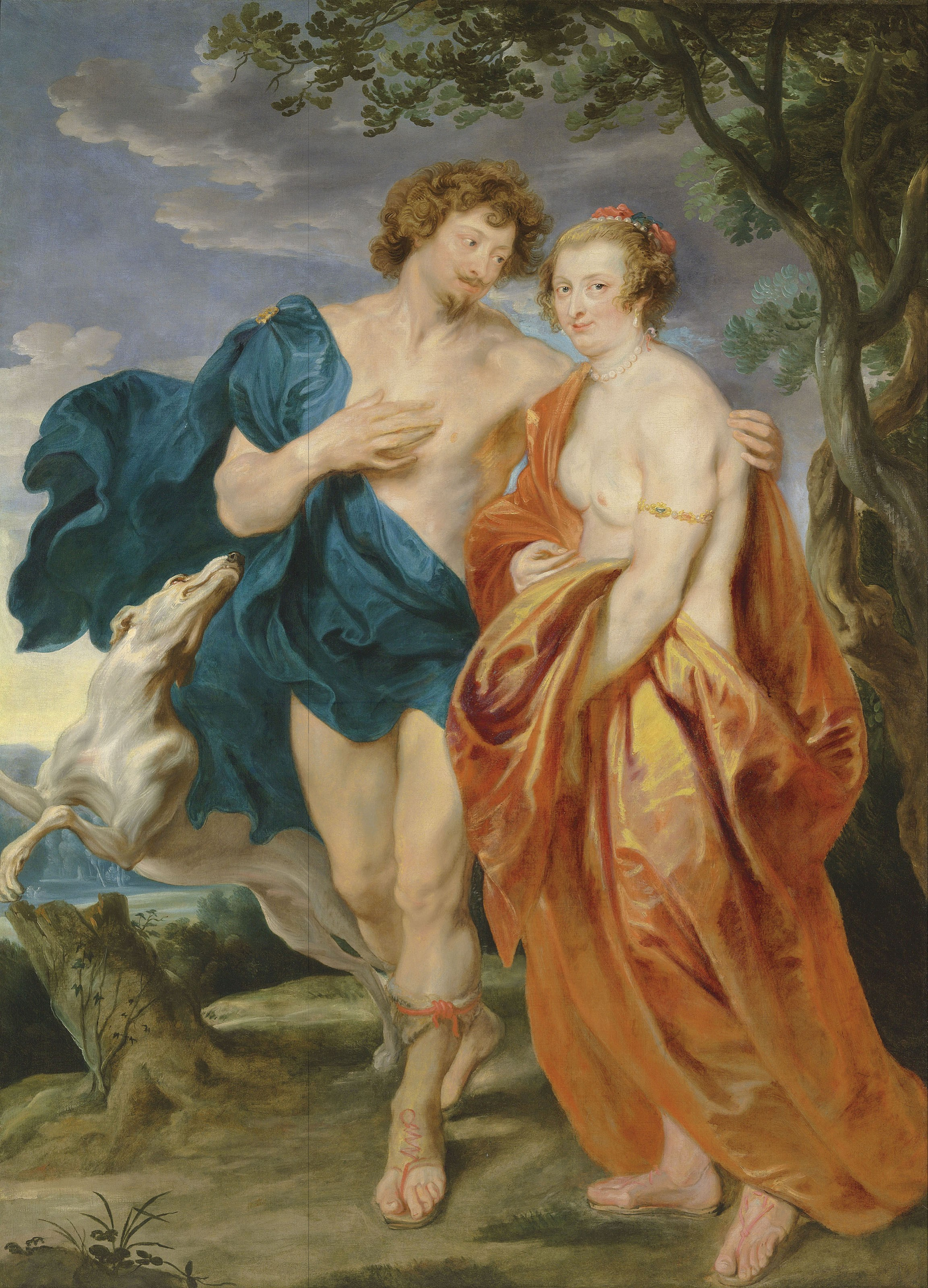
Vévoda z Buckinghamu a jeho manželka Kateřina jako Adonis a Venuše, portrét od Anthonise van Dycka, 1620

Ve vztahu k parlamentu, který se kvůli schválení válečných výdajů sešel roku 1621, se choval Buckingham zpočátku umírněně. Později, když parlament obžaloval pro podezření z korupce jeho spojence Francise Bacona, již požadoval jeho rozpuštění, což ovšem král Jakub I. nejdříve nedovolil. Když se ale poslanci rázně vymezili proti Jakubově snaze o sblížení s katolickým Španělskem, byl parlament ke konci roku 1621 v souladu s Buckinghamovým názorem rozpuštěn. Parlament byl poté svolán v roce 1624, kdy byli jeho poslanci a stejně tak Buckingham i následník trůnu Karel, přesvědčeni o nutnosti vyhlášení války Španělsku, a parlament tedy bez problémů potřebné finance uvolnil. Stárnoucí a nemocný král Jakub sice toužil po míru, ale musel všem ustoupit. Roku 1625 Jakub I. zemřel. Jeho nástupce Karel I. Buckinghama nejen respektoval, ale dokonce k němu vzhlížel. Ten se tak stal v podstatě nejmocnějším mužem v království.
Po vyhlášení války Španělsku měl vévoda z Buckinghamu určitý podíl na nezdaru anglické námořní výpravy do Cádizu. Sice jí nevelel, ale měl na starosti značně nedokonalou organizaci tohoto podniku. Aby mohli obnovit loďstvo a finančně vypomoci spojencům na evropském kontinentě, kde probíhala třicetiletá válka, museli král s vévodou roku 1626 opět svolat parlament. Jeho poslanci ale byli sebevědomější než dříve a místo uvolnění potřebných peněz se začali vymezovat proti Villiersově osobě a později dokonce požadovali jeho odvolání. Obviňovali ho mimo jiné z hromadění úřadů, neschopnosti při výkonu funkce velkoadmirála a protežování jeho příbuzenstva. Král se poté svého ministra rázně zastal, a i za cenu toho, že jeho pokladna zůstala prázdná, rozpustil parlament.

### Válka s Francií
V průběhu roku 1626 se zhoršily vztahy mezi Anglií a jejím dlouhodobým rivalem Francií, svou roli při tom sehrály špatné vztahy mezi Karlem I. a Buckinghamem na straně jedné a francouzským králem Ludvíkem XIII. a jeho prvním ministrem, kardinálem Richelieuem, na straně druhé. Buckingham se rozhodl s armádou vylodit v La Rochelle, francouzském městě ovládaném hugenoty, kteří byli dlouhodobě v opozici vůči své vládě. Ještě předtím ale chtěli Angličané ovládnout strategicky důležitý ostrov Ré, nacházející se poblíž jejich hlavního cíle. Při vylodění a následném obléhání tamější pevnosti Saint-Martin-de-Ré sice Villiers projevil velkou statečnost, ale protože neobdržel potřebné posily a válečný materiál, musel se z ostrova zcela stáhnout. La Rochelle bylo od roku 1627 obléháno francouzskou královskou armádou a Buckingham chtěl jeho obyvatelům pomoci za každou cenu. Zorganizoval novou výpravu, ale krátce předtím, než flotila vyplula, zemřel rukou vraha.

## Odkaz

### Umělecké sbírky
Vévoda byl sběratelem a podporovatelem výtvarného umění. Objednával si obrazy soudobých malířů vlámské školy, například vlastních portrétů měl dvě desítky, mj. od Rubense nebo van Dycka, ale také díla italská (například Jacopo Bassano, Francesco Bassano mladší) nebo francouzská. Z dražby jeho sbírek v roce 1648 získal několik obrazů rakouský arcivévoda Leopold I. Vilém Habsburský, další byly zakoupeny do obrazárny Pražského hradu.

### Odraz v literatuře a filmu
Vévoda z Buckinghamu se objevil jako postava v románu Alexandra Dumase Tři mušketýři. Je zde vylíčen jako statečný, ušlechtilý a vášnivý muž. Později se stal i jedním z hrdinů stejnojmenných filmů, které byly na motivy románu natočeny. Jako titulní postava se vévoda z Buckinghamu objevil v britském seriálu Mary & George (2024, v hlavní roli Nicholas Galitzine).